# Marcus Schober

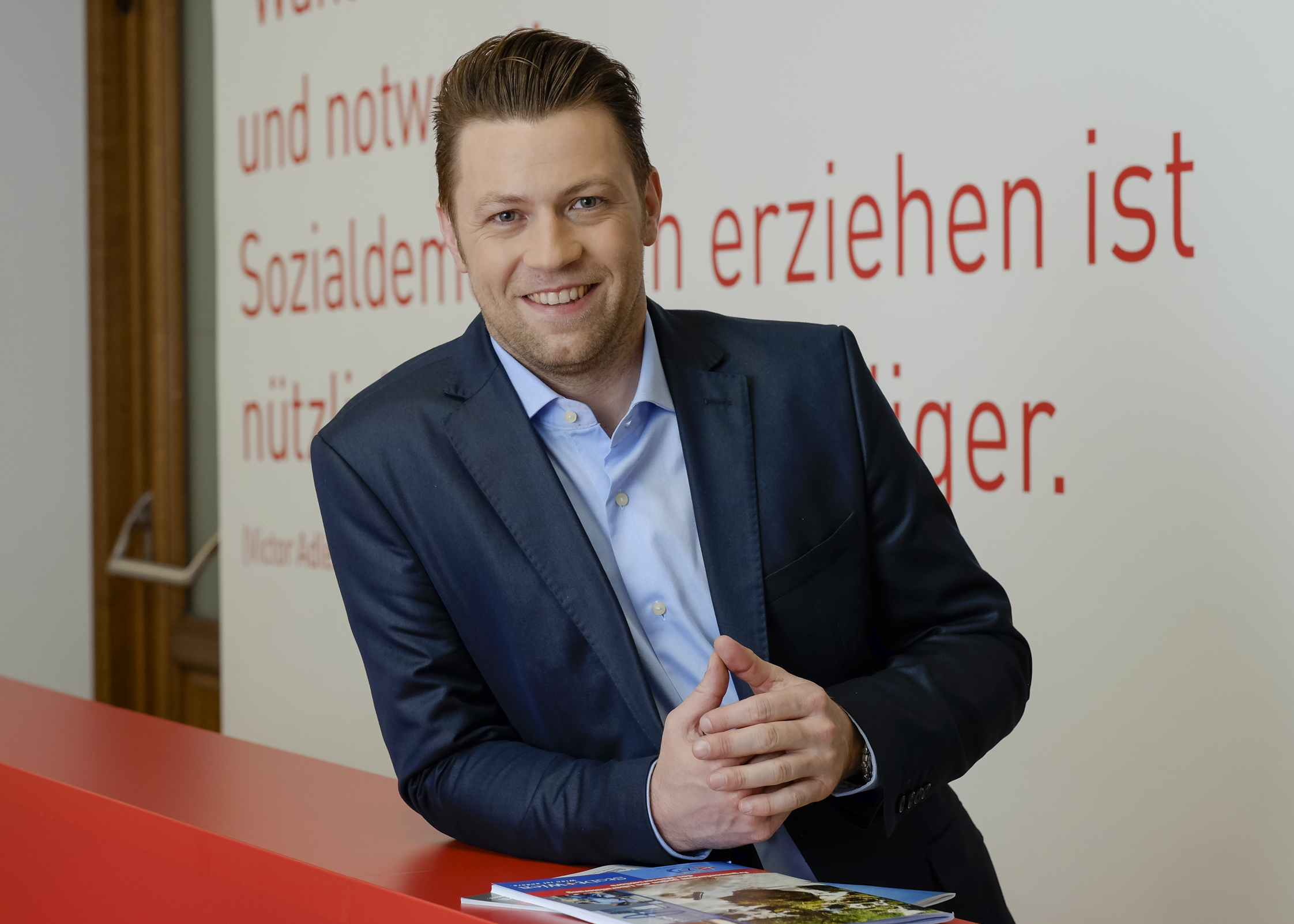
Marcus Schober (2015)

Marcus Schober (* 13. September 1980 in Wien) ist ein österreichischer Politiker (SPÖ) und Abgeordneter zum Wiener Landtag und Gemeinderat.

## Ausbildung
Nach der Matura am BRG 12 Rosasgasse studierte er Publizistik und Kommunikationswissenschaften sowie Politikwissenschaft an der Universität Wien. Danach studierte er „Politische Kommunikation“ an der Universität Krems. Im Laufe seiner Ausbildung war er in diversen Bereichen journalistisch tätig. Er machte eine Ausbildung zum Fernmeldeoffizier, Informations- und Presseoffizier sowie Kommunikationstrainer beim Österreichischen Bundesheer. 2018 absolvierte er den Strategischen Führungslehrgang der Republik Österreich.

## Politische und berufliche Laufbahn
1997–1999 war er Schulsprecher am BRG 12, Rosasgasse und aktiv bei der Aktion kritischer Schüler_innen. 2000–2002 arbeitete er in diversen Wahlkämpfen der SPÖ mit. Seit 2002 ist er SPÖ Bezirksfunktionär im 3. Wiener Gemeindebezirk. Bis 2013 war er Vorsitzender der Jungen Generation Landstraße. 2005–2015 war er Bezirksrat im 3. Bezirk. 2004 arbeitete er im Rahmen des Präsidentschaftswahlkampfs im Team von Bundespräsident Heinz Fischer. Er war Mitarbeiter im Team von Hannes Swoboda im SPÖ Europawahlbüro und Mitarbeiter von Bundeskanzler Alfred Gusenbauer im Rahmen der Startklar-Tour. 2005–2007 war er Mitarbeiter vom heutigen Wiener Bürgermeister Michael Ludwig in der Wiener SPÖ-Bildung, von welchem er die Funktion als Bildungssekretär der SPÖ Wien übernommen hat.
Von 2003 bis 2012 war er freier Mitarbeiter beim ORF und von Februar 2007 bis Juni 2016 Landesstellenleiter des Dr. Karl Renner-Instituts in Wien.
Im Februar 2015 wurde er Landtagsabgeordneter und Gemeinderat der Stadt Wien angelobt.
Ab Juni 2016 war er Direktor der Wiener Bildungsakademie. Seit Oktober 2023 ist er Pressesprecher der Supermarktkette Billa.

## Projekte
- Gründungsmitglied und Beiratsvorsitzender des FH-Lehrgangs „Führung, Politik und Management“ am FH Campus Wien
- Gründungsmitglied des Vereins „Roter Teppich für Junge Kunst“[5]
- Gründungsmitglied des EU-Projekts „River Cities“
- Gründungsmitglied der PES Academy